# Atta capiguara
Atta capiguara (лат.) — вид муравьёв-листорезов из трибы грибководов Attini подсемейства Myrmicinae (Formicidae). Южная Америка.

## Распространение
Южная Америка: Бразилия, Парагвай. В Бразилии характерен для юго-восточных регионов: Сан-Паулу, Мату-Гросу и Минас-Жерайс, а также в Парана, Мату-Гросу-ду-Сул и Гояс. При исследовании 300 муниципалитетов Бразилии выявлено, что A. capiguara (20,0 %) второй по частоте встречаемости вид рода Atta после Atta laevigata (32,6 %). В штате Парана A. capiguara самый встречаемый вид рода.

## Описание
Мелкие и среднего размера муравьи-листорезы. Длина солдат до 12 мм, ширина их головы 5,3 мм, длина жвал до 4 мм, скапус усика 3 мм. Длина средних рабочих 7 мм, мелкие рабочие около 3 мм. Матки до 2 см, самцы 15 мм. Рабочие имеют каштановую окраску, шипики на груди и матовую поверхность кутикулы. Характерен полиморфизм рабочих особей. В муравейнике встречаются как мелкие (выполняющие роль садоводов-грибководов) и средние рабочие (фуражиры и строители), так и большие крупноголовые рабочие (солдаты).

### Экология
Atta capiguara обычный вид, встречающийся на открытых участках в тропическом биоме Серраду, где срезает травяную листву и наносит ущерб пастбищам, а также посевам риса, кукурузы и сахарного тростника.

### Муравейники
Муравейники Atta capiguara находятся в земле и внешне состоят из нескольких насыпей рыхлой почвы, напоминающими коническое сечение. Внешняя площадь одного гнезда по данным раскопок достигает до 221,4 м2. Камеры с грибницей (грибные камеры) находятся на расстоянии (6,0 м + 2,0) от этих конических насыпей рыхлой почвы и далеко разнесены (8,67 м +1,15) друг от друга и распределены на разной глубине (3,20 м +1,91) в профиле почвы. Камеры для отходов (мусорные камеры) находились под самой большой насыпью рыхлой почвы и находились далеко от грибных камер. Камеры с грибницей имеют овальную форму с плоским основанием, а камеры для отходов имеют коническую форму. Кроме того, заметное отличие камер для грибницы от камеры для отходов — это гладкость стенок камеры. Камеры для отходов выглядят более грубыми и неправильными. Расположение грибных камер A. capiguara отличается от такового у других видов Atta. У Atta capiguara не было густой сети туннелей или сконцентрированных рядом множества камер, структуры, напоминающей «гроздь винограда», как это наблюдается у других видов, для которых доступны исследования архитектуры гнезд с помощью цементного формования, таких как A. sexdens, A. laevigata и A. bisphaerica. Камеры соединяются боковыми ходами с основным туннелем, находятся на средней глубине 1—2 м от поверхности почвы. Самая поверхностная камера находится на глубине 0,54 м. Самая глубокая камера находилась на глубине 5,85 м в одном из разветвленных туннелей. Длина самого длинного подземного туннеля от одного конца гнезда до другого составляла 23,3 м. Общее количество грибных камер в одном крупном гнезде был 72, а их средний размер имел следующие показатели: высота 14 см (максимально до 23), ширина 21 см (до 37), объём 6 л (до 17). Средний размер мусорных камер имел более крупные показатели: высота 140 см (максимально до 270 см), ширина 32 см (до 53), объём 172 л (до 535 л).
Структурный рост гнезд A. capiguara в первые полтора года (18 месяцев) — вертикальный, со строительством первых камер в почвенном профиле. Через 18 месяцев гнёзда разрастаются боком с добавлением камер и туннелей, и появляются первые камеры для отходов. Между 18 и 54 месяцами количество грибных камер увеличивается с 1—3 до 21—32, и камеры концентрируются у поверхности почвы, хотя их можно найти и на глубине более 3 м. Кроме того, общий объем мусорных камер увеличивается с увеличением объема грибковых камер. Общий объем камер для отходов пропорционален общему объему камер для грибов.

## Значение
Вид Atta capiguara, широко известный как бурый муравей-листорез (brown leaf-cutting ant), использует однодольные растения, в основном травы, и имеет экономическое значение на полях и пастбищах сахарного тростника.
В связи с чем Atta capiguara был объектом исследования в трёх диссертациях: Amante, 1972; Forti, 1985; Vitório, 1996.
В Парагвае этот вид оказался вредителем пастбищ, питаясь травами Cynodon nlemfuensis, Megathyrsus maximus, Paspalum notatum, Urochloa brizantha, Urochloa decumbens и Urochloa ruziziensis (из семейства Злаки)

## Систематика
Вид был впервые описан в 1944 году по материалам из Бразилии и первоначально отнесён к подроду Neoatta Gonçalves вместе с такими видами как Atta laevigata, A. opaciceps, A. robusta, A. sexdens и A. vollenweideri. С 1950-х годов его относили к подроду Epiatta Borgmeier.
Молекулярно-филогенетические исследования, проведённые в 2021 году, подтверждают включение вида Atta capiguara в кладу Epiatta Borgmeier, но в несколько ином составе, вместе с семью полностью южноамериканскими видами: Atta saltensis, A. vollenweideri, A. goiana, A. bisphaerica, A. capiguara, A. opaciceps и A. laevigata. Виды A. robusta и A. sexdens оставлены в кладе Neoatta.